# SM U-8
El SM U-8 era un submarí de l'Imperi Alemany de tipus U-Boot que va participar en la Primera Guerra Mundial en la Marina Imperial Alemanya.
Va enfonsar a 5 vaixells en la seva única operació abans de ser enfonsat.

## Historial de servei
El SM U-8 va ser un dels 329 submarins que van servir en la Marina Imperial Alemanya durant la Primera Guerra Mundial.
El U-8 va ser enviat a les campanyes marítimes de l'Atlàntic, i va participar en la Primera Batalla de l'Altantic.

### Pèrdua
Va ser atrapat amb unes reds, i forçat a emergir, on va ser enfonsat pel foc dels vaixells HMS Gurkha I el HMS Maori, en el Canal de la Mànega, en la posició 50° 56′ N, 01° 16′ E / 50.933°N,1.267°E.
En juny de 2015, el motor del submarí, el qual havia sigut extret il·legalment del submarí, va ser recuperat i presentat a la Marina Alemanya. Serà exposat en el Memorial Naval de Laboe, en Kiel. En Juliol de 2016, el lloc on estan les restes del U-8, van ser designades com a lloc protegit.

## Operacions

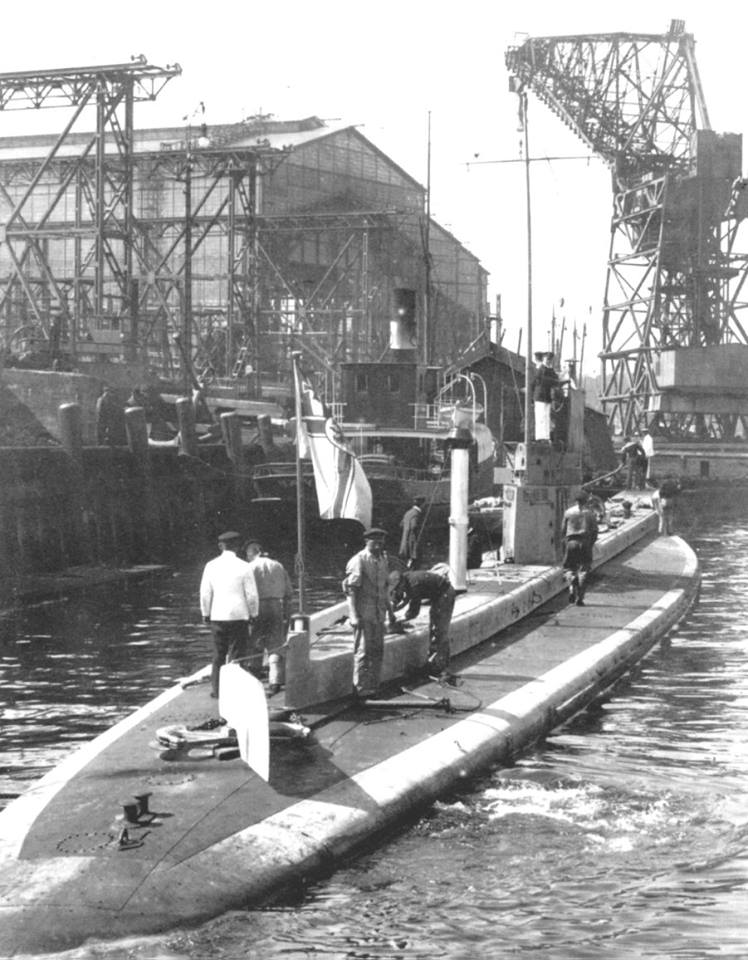
El SM U-8 en un port

Durant el seu servei en la Primera Guerra Mundial, el U-8 va enfonsar 5 vaixells.
El 23 de febrer de 1915, el U-8 va enfonsar els vaixells mercants britànics:
- Branksome Chine, un vaixell de 2.026 tones.
- Oakby, un vaixell de 1.976 tones.

El 24 de febrer de 1915, el U-8 va enfonsar els vaixells mercants britànics:
- Harpalion, un vaixell de 5.867 tones.
- Rio Parana, un vaixell de 4.015 tones.
- Western Coast, un vaixell de 1.165 tones.